# راتنج

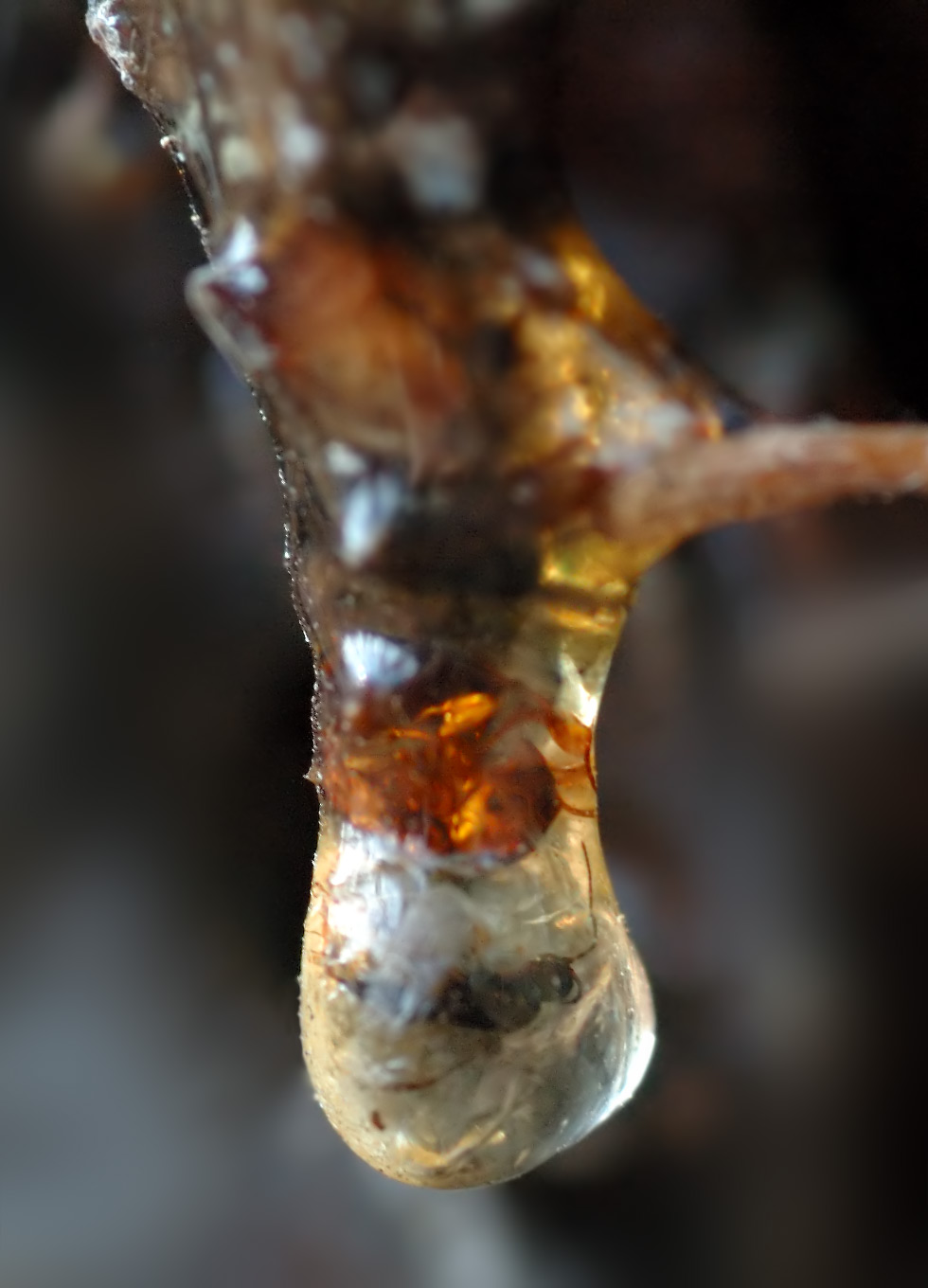
حشرات عالقة في الراتنج.

الراتنج أو الراتينَج أو  هو إفراز عضوي يحوي المواد الهيدروكربونية من النبات، ولا سيما الأشجار الصنوبرية. و هو أحد مكونات الحليب النباتي . التي تكون قيمتها كبيرة في السوق لمكوناتها الكيميائية واستخداماتها، مثل الورنيش والصمغ، وبوصفها مصدرًا هامًا للمواد الخام وللتركيب العضوي، والبخور والعطور. الراتنج الأحفوري هو مصدر الكهرمان. ويدخل الراتنج أيضاً في مواد طلاء الأظافر.
ويستخدم هذا المصطلح أيضًا للمواد المركبة من خصائص مماثلة. والراتنجات لها تاريخ طويل جدًا، وقد ذكرها كل من ثاوفرسطس وبليني الأكبر الروماني واليوناني القدماء، خاصة الأشكال المعروفة باسم اللبان والمر. حيث كانت تحظى بتقدير كبير من المواد المستخدمة لأغراض كثيرة، وخاصة العطور والبخور في الشعائر الدينية.

## أنواع الراتنج
هناك ثلاثة أنواع رئيسة من هذه المادة، فالصمغ الراتنجي يتم إنتاجه بتقطير المادة الراتنجية التي يتمّ جمعها من الأشجار الحيّة، ويتم الحصول على خام المادة الراتنجية بإحداث شق طولي فيها فيتدفق منها الراتنج، والنوع الثاني هو الراتنج الخشبي الذي يُستخرج من جذوع الشجر المتبقي بعد القطع باستعمال المذيبات، أما النوع الثالث فهو الراتنج الكبريتي، ويسمى أيضًا زيت الصنوبر الراتنجي، وهو مُنْتَج ثانوي يتخلّف عن صناعة لب الخشب.

## الاستعمال
يستعمل راتنج القلفونة في العديد من الأغراض الصناعية، وأكثر ما يشيع استخدامه مع كربونات الصوديوم في تغطية الورق بمادة غروية لمنع امتصاص الورق للرطوبة، كما يستعمل في تحضير الدهانات، والورانيش، والمواد اللاصقة، والمواد المانعة للتسرب في أغراض العزل، فضلاً عن أحبار الطباعة.